# Kiều Nga
Phạm Thị Kiều Nga (22 tháng 5 năm 1960 – 13 tháng 7 năm 2025) thường được biết đến với nghệ danh Kiều Nga, là một nữ ca sĩ hải ngoại nổi tiếng vào thập niên 1980 với dòng nhạc Eurodisco (New Wave).

## Sự nghiệp
Kiều Nga sinh ngày 22 tháng 5 năm 1960 tại Sài Gòn, cô là em gái của ca sĩ Elvis Phương.  Kiều Nga bắt đầu sự nghiệp ca hát khi còn là học sinh dự thi văn nghệ Trường Lê Quý Đôn, cô chọn nhạc phẩm Tiếng đàn Ta Lư để dự thi và đoạt giải thưởng. Từ giữa thập niên 1980 đến đầu năm 1990, Kiều Nga cùng với Ngọc Lan được mệnh danh là "Nữ hoàng New Wave" và nổi tiếng qua các bài hát nhạc Pháp. Đặc biệt "Liên khúc Tình yêu" Kiều Nga thể hiện chung với Ngọc Lan và Trung Hành do Trung tâm Asia phát hành từng là hiện tượng của làng âm nhạc hải ngoại. Năm 2011, Kiều Nga về Việt Nam tham dự đêm nhạc "My way - Dòng đời" kỷ niệm 50 năm ca hát của Elvis Phương. Năm 2012, cô tổ chức đêm nhạc "Xin còn gọi tên nhau" diễn ra tại phòng trà WE. Trong đêm nhạc Kiều Nga sẽ thể hiện những ca khúc nhạc Pháp lời Việt từng gắn liền với tên tuổi của cô: Búp bê không tình yêu, Xin tự hiểu mình, Nào biết nào hay. Ngày 23 tháng 5 năm 2015, Kiều Nga tổ chức đêm nhạc kỷ niệm 30 năm ca hát diễn ra tại Thành phố Hồ Chí Minh. Tháng 5 năm 2017, Kiều Nga tái ngộ với đêm nhạc "Chansons d'Amour - Nhạc tình muôn thuở" để tri ân khán giả đồng thời mừng sinh nhật của cô. Trong đêm nhạc cô sẽ trình bày các nhạc phẩm: Tháng sáu trời mưa, Xin một ngày có em, Tôi ru em ngủ, Lời tình buồn, Bài không tên cuối cùng.
Kiều Nga qua đời vào ngày 13 tháng 7 năm 2025 tại Fountain Valley, Quận Cam, California sau một thời gian hôn mê vì đột quỵ vỡ mạch máu não.

## Album
Danh sách này không đầy đủ, bạn cũng có thể giúp mở rộng danh sách.

### Kiều Nga Productions
- Vol. 1 Đời Còn Vang Tiếng Em (1993)
- Vol. 2 Vì Em Yêu Anh (1993)
- Vol. 3 Tình Thơ - Puppy Love (1994)
- Vol. 4 Tango Sầu (1994)
- Vol. 5 Tình Yêu Còn Lại (với Elvis Phương, 1994)
- Vol. 6 Nhạc Pháp Yêu Cầu (1995)
- Vol. 7 Nuối Tiếc (1995)

### ASIA
- Liên khúc Tình yêu 1 (Kiều Nga - Ngọc Lan - Trung Hành) (Asia CD 15 - 1990)
- Liên khúc Tình yêu 2 (Kiều Nga - Ngọc Lan - Ngọc Hương) (Asia CD 16 - 1990)

### Người đẹp Bình Dương
- Liên khúc New Wave 1
- Liên khúc không tên (Lệ Hằng 24)
- Liên khúc Bebop ChaChaCha (NĐBD 51)
- Liên khúc Yêu thương 3 (Lệ Hằng 26)
- Hối tiếc (Gold 1)
- Những tâm hồn hoang lạnh (Lệ Hằng 2)
- Nhạc Pháp trữ tình (Lệ Hằng 14)
- Tango Tuyệt Vời (Lệ Hằng CD008)
- Vũ Khúc Yêu Thương (Lệ Hằng CD019)
- Những Nụ Tình Xanh (Phượng Hoàng CD009)
- Đến Với Tình Yêu (Á Châu CD01, 1991)
- Những Tình Khúc Carpenters (Mimosa)
- Vết Lăn Trầm (Làng Văn CD087)
- Kiều Nga Đặc Biệt (Người Đẹp Bình Dương CD014)

## Các tiết mục trình diễn trên sân khấu

### Trung tâm Mây Production
| STT | Tiết mục                               | Thể hiện với | Chương trình      | Năm  |
| --- | -------------------------------------- | ------------ | ----------------- | ---- |
| 1   | Không Bao Giờ Quên                     | Đơn ca       | HollyWood Night 2 | 1992 |
| 2   | Anh Thì Không (Lời Việt: Vũ Xuân Hùng) | Ngọc Lan     | Hollywood Night 5 | 1993 |
| 3   | Tưởng Rằng Đã Quên (Trịnh Công Sơn)    | Đơn ca       | Hollywood Night 5 | 1993 |
| 4   | Tình Đau Tháng Hạ (Lời Việt:Khúc Lan)  | Đơn ca       | Hollywood Night 9 | 1994 |

### Trung tâm Asia
| STT | Tiết mục | Thể hiện với         | Chương trình | Năm  |
| --- | --- | -------------------- | ------------ | ---- |
| 1   | Liên khúc: Nếu Một Ngày (Khánh Băng), Thôi (Y Vân), Nào Biết Nào Hay (LV:Trường Kỳ), Yêu Nhau Đi (LV:Trường Kỳ), Người Tình Ngàn Dặm, Guantanamera | Trung Hành, Ngọc Lan | Asia 34      | 2001 |
| 2   | Dừng Bước Giang Hồ (Hoàng Trọng) | Đơn ca               | Asia 35      | 2001 |
| 3   | Mây Lang Thang (LV:Nam Lộc) | Trish Thùy Trang     | Asia 48      | 2005 |